# Cinnycerthia olivascens
El cucarachero de Sharpe o cucarachero sepia (Cinnycerthia olivascens) es una especie de ave en la familia Troglodytidae, que tal como está definido, se encuentra en la densa maleza de los bosques húmedos andinos en Colombia, Ecuador y norte del Perú. Antes era considerada una subespecie del chochín o cucarachero peruano (Cinnycerthia peruana), bajo el nombre común de cucarachero sepia marrón. 

## Descripción
Mide 16 a 17 cm de longitud. Plumaje marrón oscuro, con garganta blancuzca y marcado barrado oscuro en las plumas del vuelo y la cola; algunos individuos (posiblemente viejos) tienen plumas blancas en la cara. Posee cantos variables y musicales: deeu-deeu, bubububu, deuu, diiwáp-diiwáp-diiwáp… y varias voces adicionales ch’ch’qrrr, tjit-qrrr…

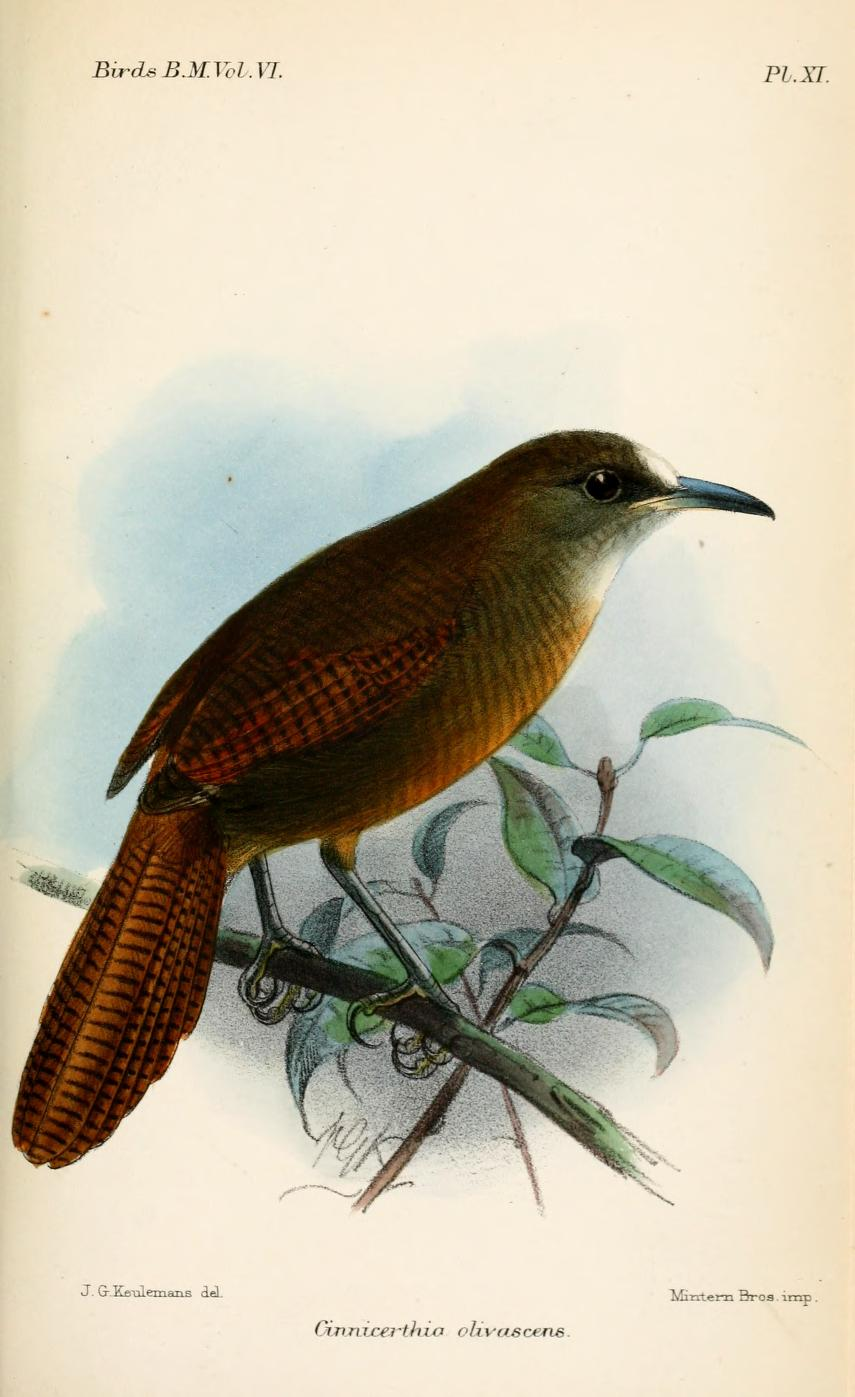
Ilustración por Keulemans, 1881